# Luigi Sessa (industriale)
Luigi Sessa (Milano, 1887 – Milano, 1959) è stato un imprenditore italiano.
Nacque a Milano da Giuseppe Sessa, appartenente ad un'antica famiglia lombarda dedita da generazioni ad attività imprenditoriali, e da Adele Vittadini. Si laureò in chimica a Pavia nel 1910 e iniziò la sua attività a Milano con un laboratorio di chimica, specializzato nelle materie coloranti.

## La IAC
Durante la prima guerra mondiale, alla quale partecipò come ufficiale del genio, diede prova del suo spirito organizzativo, dirigendo a Piacenza l'Officina di Costruzioni di Artiglieria, che produceva balistite e caricava i proiettili per l'artiglieria italiana.  
Nel 1924, l'Esercito decise la chiusura dell'Officina con la conseguente perdita di lavoro per circa 700 persone, per lo più donne. Contemporaneamente la Lanerossi, che durante la guerra aveva spostato parte delle sue lavorazioni da Schio a un vecchio cotonificio a Piacenza, decise di riportare le sue attività nel Veneto. Luigi pensò allora di utilizzare lo stabilimento dismesso e il personale dell'Officina per creare, col sostegno del Sen. Giuseppe Gavazzi presidente della Lanerossi, una nuova azienda: l'Industria Applicazioni Chimiche (IAC). La IAC doveva affiancare l'azienda tessile, sia per ricuperare alcuni cascami delle lavorazioni della lana, sia per produrre le materie-prime chimiche ad essa occorrenti. La IAC iniziò la sua attività con la produzione di lanolina farmaceutica, ottenuta dal grasso di lana recuperato dal lavaggio delle lane "sucide" (cioè non cardate e non pettinate), ma estese rapidamente la sua produzione a coloranti, detersivi, imbibenti e appretti per l'industria tessile e conciaria. Per creare questo complesso di lavorazioni, la IAC fu dotata di un laboratorio di ricerche interno, attrezzato con impianti semi-pilota.  Presso la IAC, nel primo dopoguerra, il Consiglio Nazionale delle Ricerche insediò il Centro di Studi sull’Industria Tessile. 
Nel 1925, a Milano, fu costituita l’Associazione Italiana di Chimica Tessile e Coloristica. Subito iniziarono le prime collaborazioni con le consorelle Associazioni straniere e la giovane Associazione partecipò attivamente ai Congressi Internazionali. Al secondo congresso della Federazione Internazionale (IFATCC) , tenutasi a Stoccarda dal 26 al 30 maggio 1936, la relazione di apertura era dedicata al "Problema dell'istruzione industriale dei nostri giovani" e vide impegnati cinque relatori: Mecheels, Link, Haller (Presidente dell’IFATCC), Binder e Luigi Sessa (per l’Italia). 
Luigi Sessa acquistò presto rinomanza, non solo nazionale ma internazionale; cosicché, quando nel 1951 si ricostituì in Milano l'Associazione Italiana di Chimica Tessile e Coloristica (AICTC), che aveva cessato la sua attività nel 1944, egli ne fu eletto presidente. Tale carica, in cui venne riconfermato sino alla morte nel 1959, non fu per lui una semplice sinecura, perché all'Associazione si dedicò con vera passione e le diede nuovo impulso. Nel 1956 divenne presidente della Federazione Internazionale di Chimica Tessile e Coloristica (IFATCC) ricostituitasi nel 1953 dopo la guerra, e in tale qualità organizzò il Congresso che la Federazione tenne a Firenze nello stesso anno.
Nell'ambito dell'Associazione Industriale Lombarda (Assolombarda), Luigi Sessa, appassionato dei problemi dell'istruzione professionale, si fece promotore di numerose iniziative, interessandosi in modo particolare dei problemi dell'avviamento al lavoro dei giovani.

## Cariche
Oltre alle cariche già citate Luigi Sessa fu membro della Giunta esecutiva della Confederazione Generale dell'Industria Italiana (Confindustria), vicepresidente dell'Associazione Industriale Lombarda (Assolombarda), e Presidente dell'Associazione Nazionale dell'Industria Chimica (Aschimici, oggi Federchimica). In quest'ultima fu anche capo del Gruppo per l'Unificazione nella Chimica (Unichim).  Fu presidente del Technical Committe of the International Wool Manufacturers Federation, presidente del Gruppo Unificazione nel campo tessile (Unitex) e membro del Consiglio Direttivo dell'Ente Nazionale Italiano di Unificazione (UNI). Dell'Industria Applicazioni Chimiche (IAC), da lui fondata, fu per un trentennio l'amministratore delegato; fu consigliere delegato della Società Conservazione Legno e Distillerie Catrame (CLEDCA) e presidente della Società Vernici Italiane Standard (SVI); fece parte del Consiglio di Amministrazione delle Società Cokitalia e Pibigas Idrocarburi e Affini.

## Imprenditore agricolo
Anche nel campo agricolo fu un pioniere, la sua realizzazione più importante fu la tenuta di Mirabello di Ferrara, ereditata da suo zio Rodolfo Sessa, alla quale dedicò dal 1932 le cure più assidue, trasformandola in un'azienda modello: ne organizzò razionalmente la produzione, vi introdusse i più recenti ritrovati della tecnica, vi sperimentò, sin dal 1946, le idee di gestione sociale che, proposte da Adriano Olivetti nel 1945 nel suo L'ordine politico delle Comunità, vennero applicate qualche anno dopo ad Ivrea.  A lui e a Rodolfo Sessa è oggi dedicato un museo a Mirabello di Ferrara.

## Riconoscimenti
In riconoscimento dei suoi meriti, sia nel campo agricolo sia industriale, nel 1958 fu nominato Cavaliere del Lavoro dal Presidente della Repubblica, che nel dicembre dello stesso anno premiò la sua opera a beneficio dell'istruzione con la medaglia d'oro dei benemeriti della scuola, della cultura e dell'arte.